# Артс, Марио
Марио Артс (нидерл. Mario Aerts; род. 31 декабря 1974 в Херенталсе, Бельгия) — бывший бельгийский профессиональный шоссейный велогонщик. Победитель Флеш Валлонь в 2002 году. Участвовал в 16 гранд-турах, доехав каждый до финиша.
Закончил профессиональную карьеру в конце 2011 года, объявив об уходе заранее и связав его из проблемами с сердцем. С 2012 года стал спортивным директором команды «Lotto-Belisol», за которую провёл большую часть своей карьеры.

## Достижения
1994
1-й Этап 6 Тур Валлонии
3-й Тур Льежа
1995
2-й Велотрофей Йонга Мар Мудига
2-й Тур Валлонии
2-й Каттекурс
3-й Флеш Арденнаиз
1996
1-й Гран-при Исберга
9-й Тур дю От-Вар
1997
1-й  Франко-Бельгийское кольцо
1998
2-й Ле-Самен
6-й Венендал — Венендал
7-й Кубок Японии
9-й Гран-при Льодио
1999
3-й Флеш Валлонь
3-й Рут-дю-Сюд
4-й Вуэльта Страны Басков
2000
5-й Флеш Валлонь
5-й Гран-при Плуэ
2001
1-й  Джиро Лукки
3-й Тур Рейнланд-Пфальца
4-й Тур дю От-Вар
4-й Гран-при Мигеля Индурайна
5-й Гран-при Плуэ
6-й Париж — Ницца
9-й Чемпионат Цюриха
2002
1-й Флеш Валлонь
3-й Тур Рейнланд-Пфальца
3-й Гран-при Мигеля Индурайна
5-й Вуэльта Страны Басков
8-й Критериум Интернациональ
9-й Париж — Ницца
2004
6-й Венендал — Венендал
2006
3-й Неделя Коппи и Бартали
2007
9-й Брабантсе Пейл
2008
Олимпийские игры
7-й Групповая гонка
7-й Вуэльта Андалусии

## Статистика выступлений

### Гранд-туры
| Гонка           | 1998 | 1999 | 2000 | 2001 | 2002 | 2003 | 2004 | 2005 | 2006 | 2007 | 2008 | 2009 | 2010 |
| --------------- | ---- | ---- | ---- | ---- | ---- | ---- | ---- | ---- | ---- | ---- | ---- | ---- | ---- |
| Джиро д'Италия  | —    | —    | —    | 63   | —    | —    | —    | —    | —    | 20   | —    | —    | —    |
| Тур де Франс    | —    | 21   | 28   | 27   | 50   | 89   | —    | 112  | 106  | 70   | 31   | —    | 33   |
| Вуэльта Испании | 41   | —    | —    | —    | —    | 51   | —    | 15   | —    | 28   | —    | —    | —    |

| — | Не участвовал |